# نورياكي إيشيأزاوا
نورياكي إيشيأزاوا (باليابانية: 石澤 典明) (25 مايو 1985 في نيشينومايا في اليابان – )؛ هو لاعب كرة قدم ياباني سابق كان يلعب كمدافع.

## وصلات خارجية
- نورياكي إيشيأزاوا على موقع رابطة كرة القدم اليابانية للمحترفين (اليابانية)
- نورياكي إيشيأزاوا على موقع عالم كرة القدم.نت (الإنجليزية)